# Efraín Burgos Jr.
Efraín Antonio Burgos (Santa Ana, 14 de agosto de 1988) es un futbolista salvadoreño naturalizado estadounidense. Juega de mediocampista en Alianza FC de la Primera División de El Salvador. Es el hijo del exfutbolista salvadoreño Efraín Burgos.

## Clubes
Actualizado al último partido jugado el 8 de diciembre de 2021.
| Toronto Football Club · Canadá                  | 1.ª                 | 2012                | 2   | 0  | -  | - | - | - | 2   | 0  |
| Toronto Football Club · Canadá                  | Total               | Total               | 2   | 0  | 0  | 0 | 0 | 0 | 2   | 0  |
| Atlanta Silverbacks Estados Unidos              | 2.ª                 | 2014                | 17  | 3  | 4  | 3 | - | - | 21  | 6  |
| Atlanta Silverbacks Estados Unidos              | Total               | Total               | 17  | 3  | 4  | 3 | 0 | 0 | 21  | 6  |
| Jaguares de Córdoba · Colombia                  | 1.ª                 | 2015                | 0   | 0  | 2  | 0 | - | - | 2   | 0  |
| Jaguares de Córdoba · Colombia                  | Total               | Total               | 0   | 0  | 2  | 0 | 0 | 0 | 2   | 0  |
| Orange County Blues Estados Unidos              | 3.ª                 | 2015                | 4   | 0  | -  | - | - | - | 4   | 0  |
| Orange County Blues Estados Unidos              | Total               | Total               | 4   | 0  | 0  | 0 | 0 | 0 | 4   | 0  |
| Atlanta Silverbacks Estados Unidos              | 2.ª                 | 2015                | 17  | 4  | -  | - | - | - | 17  | 4  |
| Atlanta Silverbacks Estados Unidos              | Total               | Total               | 17  | 4  | 0  | 0 | 0 | 0 | 17  | 4  |
| Tampa Bay Rowdies Estados Unidos                | 2.ª                 | 2016                | 8   | 1  | 2  | 0 | - | - | 10  | 1  |
| Tampa Bay Rowdies Estados Unidos                | Total               | Total               | 8   | 1  | 2  | 0 | 0 | 0 | 10  | 1  |
| Reno 1868 Football Club Estados Unidos          | 2.ª                 | 2017                | 18  | 1  | 2  | 0 | - | - | 20  | 1  |
| Reno 1868 Football Club Estados Unidos          | Total               | Total               | 18  | 1  | 2  | 0 | 0 | 0 | 20  | 1  |
| Club Deportivo FAS · El Salvador                | 1.ª                 | 2018                | 17  | 2  | -  | - | - | - | 17  | 2  |
| Club Deportivo FAS · El Salvador                | Total               | Total               | 17  | 2  | 0  | 0 | 0 | 0 | 17  | 2  |
| New York Cosmos Estados Unidos                  | 4.ª                 | 2019                | 28  | 15 | 1  | 0 | - | - | 29  | 15 |
| New York Cosmos Estados Unidos                  | Total               | Total               | 28  | 15 | 1  | 0 | 0 | 0 | 29  | 15 |
| Las Vegas Lights Football Club Estados Unidos   | 2.ª                 | 2020                | 15  | 3  | -  | - | - | - | 15  | 3  |
| Las Vegas Lights Football Club Estados Unidos   | Total               | Total               | 15  | 3  | 0  | 0 | 0 | 0 | 15  | 3  |
| Asociación Deportiva Chalatenango · El Salvador | 1.ª                 | 2021                | 8   | 0  | -  | - | - | - | 8   | 0  |
| Asociación Deportiva Chalatenango · El Salvador | Total               | Total               | 8   | 0  | 0  | 0 | 0 | 0 | 8   | 0  |
| Alianza Fútbol Club · El Salvador               | 1.ª                 | 2021                | 12  | 0  | -  | - | - | - | 12  | 0  |
| Alianza Fútbol Club · El Salvador               | Total               | Total               | 12  | 0  | 0  | 0 | 0 | 0 | 12  | 0  |
| Total en su carrera                             | Total en su carrera | Total en su carrera | 146 | 29 | 11 | 3 | 0 | 0 | 157 | 32 |
| (2) No incluye goles en partidos amistosos.     |                     |                     |     |    |    |   |   |   |     |    |

Reservas/Inferiores/Universidad
| Club                    | País           | Año         |
| ----------------------- | -------------- | ----------- |
| San Jose State Spartans | Estados Unidos | 2007 - 2008 |
| San Francisco Seals     | Estados Unidos | 2008        |
| Bakersfield Brigade     | Estados Unidos | 2009        |
| Cal Poly Mustangs       | Estados Unidos | 2009 - 2010 |
| Chicago Fire Premier    | Estados Unidos | 2010        |

### Selección nacional
| Selección                                  | Año                 | Partidos | Goles |
| ------------------------------------------ | ------------------- | -------- | ----- |
| El Salvador                                |                     |          |       |
| 2014                                       | 6                   | 1        |       |
| 2015                                       | 0                   | 0        |       |
| 2016                                       | 0                   | 0        |       |
| 2017                                       | 4                   | 0        |       |
| 2018                                       | 1                   | 0        |       |
| 2019                                       | 0                   | 0        |       |
| 2020                                       | 1                   | 0        |       |
| Total en su carrera                        | Total en su carrera | 12       | 1     |
| Estadísticas hasta el 20 de enero de 2020. |                     |          |       |